# 短指症
短指症（Brachydactyly）又名短趾症，是一種常染色體顯性遺傳病。其主要症状为手指、腳趾中的跖骨短小甚至消失。A-1型短指癥發病與於2號染色體長臂上的IHH基因有關，一般以第四跖骨短小者居多，也偶有發第一跖骨短小症等。患病者以正常人姿勢走路，第四跖骨則容易受累。

## 成因
一般患者幼年時五指可以正常發育，但長到7~8歲以後第四蹠骨過早閉合以致停止生長，同時其他趾骨正常發育，造成發育畸形。該病是由於趾骨發育異常，並非後天所致,其中無論與鞋挤压、外伤等都不是根本病因，遗传才是主要病因。母親與子女同為病患的情況很普遍，一般多發于女性、单侧多于双侧，而左右分別則不大。

### 發現
該病是於1903年發現，符合孟德爾遺傳學的遺傳性疾病。
2000年，中國科學院院士、上海交通大學Bio－X中心主任贺林教授带领上海交通大学/中国科学院上海生命科学研究院「神经精神病和人类遗传学联合研究室」經過深入研究，并在中国贵州、湖南等偏僻深山、山村发现、收集的A－1型短指症的三大家族系列的基因，最終把定位于2号染色体长臂上的特定区域。其後与香港大学陈振胜研究组合作，发现了导致BDA1的IHH基因突变（E95K）破坏了骨骼组织Hedgehog蛋白與PTCH1和HIP1的相互作用，然後通过分析人工构建的E95K突变小鼠模型，發現该蛋白所传递的信号能力及范围被认为与其受体PTCH1和拮抗剂HIP1相互作用的强弱有关，而这種作用又与该蛋白在细胞外形成的浓度梯度有关。 该基因发生致病突变后使这种浓度梯度及一系列的相互作用紊乱，最终导致指节严重缩短以致完全消失，發生骨骼发育畸形。
2001年，國際上首次完成了導致A－1型短指（趾）症IHH基因的克隆。

### 拓展
研究成果描述了A1型短指症產生的分子机制，并发现IHH基因可能参与指骨的早期发育调控，發現了IHH基因在骨骼生长发育中的作用。IHH負責影響細胞生長的基因，它將影響細胞生長的訊息傳遞到新細胞，然後新細胞接收訊息後生長。

## 病害
- 該病雖然沒有直接的致死性，所以一般沒有動手術的必要，但一般會造成外观和心理上的影响和伤害。
- 此种先天畸形对行、跑、走、弹跳等足部動作的完成有一定影響，亦常造成足部骨折、继发畸形、足底应力分布不勻。

1. 第四跖骨短小患者一般都并患有前足横弓塌陷、足底有胼胝体，以致足部疼痛。
2. 而第一跖骨短小畸形使足掌负重点转移到第二跖骨头，但由於第二跖骨纤细易造成骨折。有時局部第二跖骨头局部也有胼胝体形成。

- 由于第四趾的畸形不能承擔重量，以致会上翘，鞋子、襪子極易磨損。

## 治療
目前流行有兩種治療手段：
1. 手術開刀把蹠骨鋸斷再拉長，缺點是會留下傷疤，有痛楚。
2. 植骨。但一般患者很难接受。
3. 使用外固定支架结合截骨延长蹠骨，優點是不留疤痕，但有缺點是治療時間長，一般需要3個月。

## 種類
短指症有以下幾種類型：
| 種類                  | OMIM   | 基因        | 基因座                 | 別稱/描述                                                                                          |
| Type A1, BDA1         | 112500 | IHH BDA1B   | 5p13.3-p13.2, 2q33-q35 | BDA1是個體染色體遺傳性疾病，症狀包括：短指、缺乏跖骨、有額外的腕骨、尺骨發育不全或缺乏、掌骨過短。 |
| Type A2, BDA2         | 112600 | BMPR1B GDF5 | 20q11.2, 4q23-q24      | 為十分罕見的類型，食指與第二根腳趾的跖骨過短。                                                     |
| Type A3, BDA3         | 112700 |             |                        | 又稱Brachymesophalangy V 或Brachydactyly-Clinodactyly.                                             |
| Type A4, BDA4         | 112800 |             |                        | 又稱Brachymesophalangy II與V 或Brachydactyly Temtamy type                                          |
| Type A5, BDA5         | 112900 |             |                        | |
| Type A6, BDA6         | 112910 |             |                        | 又稱Osebold-Remondini症候群                                                                        |
| Type A7, BDA7         |        |             |                        | 又稱Smorgasbord型                                                                                  |
| Type B, BDB (or BDB1) | 113000 | ROR2        |                        | |
| Type C, BDC           | 113100 | GDF5        | 20q11.2                | 又稱Brachydactyly Haws型                                                                           |
| Type D, BDD           | 113200 | HOXD13      | 2q31-q32               | 俗稱「棍狀拇指」（clubbed thumbs）                                                                 |
| Type E, BDE           | 113300 | HOXD13      | 2q31-q32               | |
| Type B and E          | 112440 | ROR2 HOXD13 | 9q22, 2q31-q32         | 又稱 Ballard症候群或Pitt-Williams畸形                                                              |
| Type A1B, BDA1B       | 607004 |             | 5p13.3-p13.2           | |

## 資料來源
1. ↑  林翔宇. . 行政院衛生署國民健康局 （中文（臺灣））.[永久]
2. 1 2  樊醒民. . 甘肅日報.   [2011-05-23]. （原始内容存档于2012-05-03） （中文（中国大陆））.
3. ↑  . 东方网-文汇报. 2009年3月2日  [2020年9月15日]. （原始内容存档于2020年9月14日） （中文）.
4. ↑  賀林. . Nature. 2009-3 （中文（中国大陆））. [永久]
5. ↑  Meiselman SA, Berkenstadt M, Ben-Ami T, Goodman RM. . Clin. Genet. 1989, 35 (4): 261–7. PMID 2714013. doi:10.1111/j.1399-0004.1989.tb02940.x.